# Hippasa
Hippasa là một chi nhện trong họ Lycosidae.

## Hình ảnh

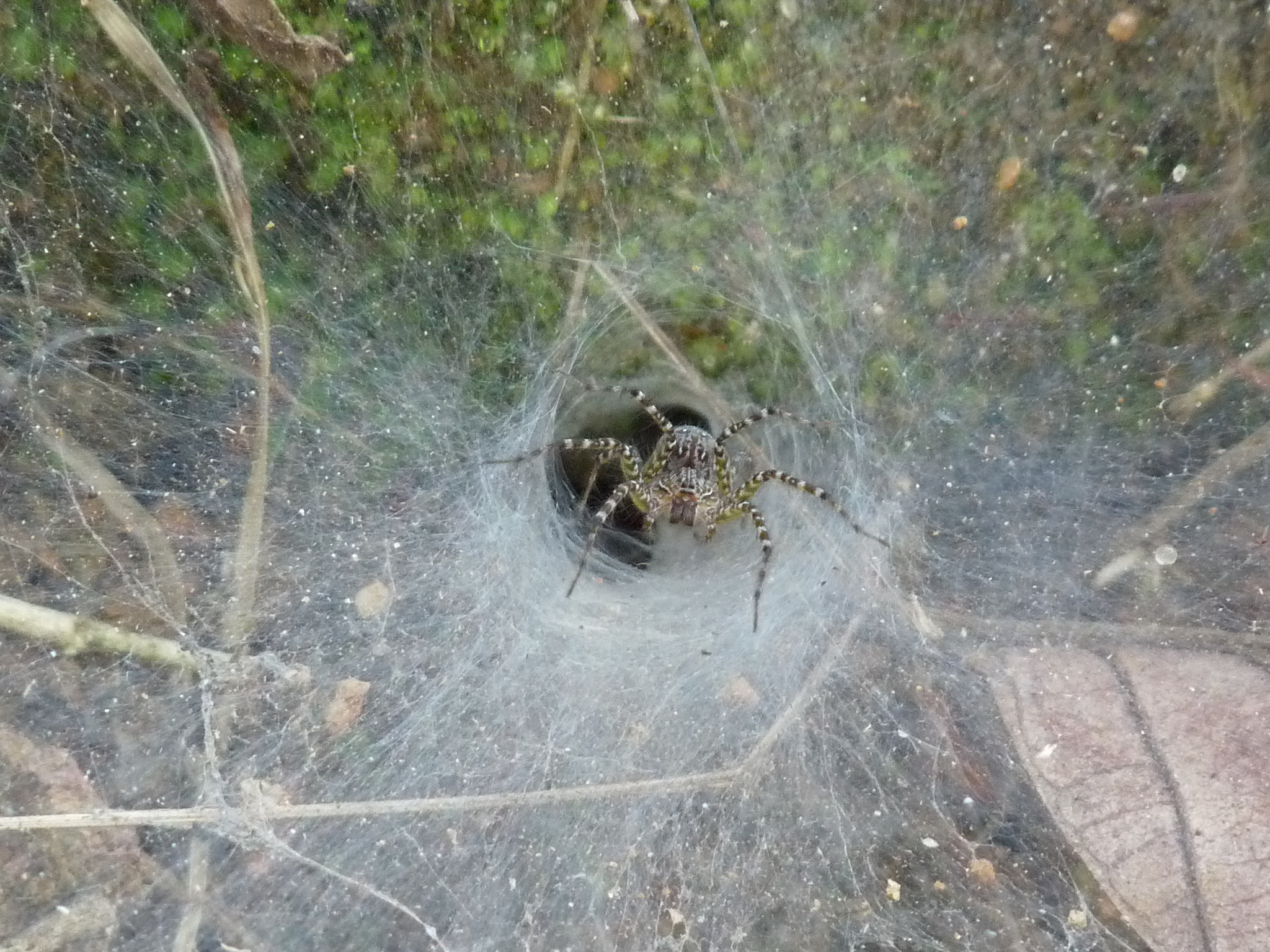
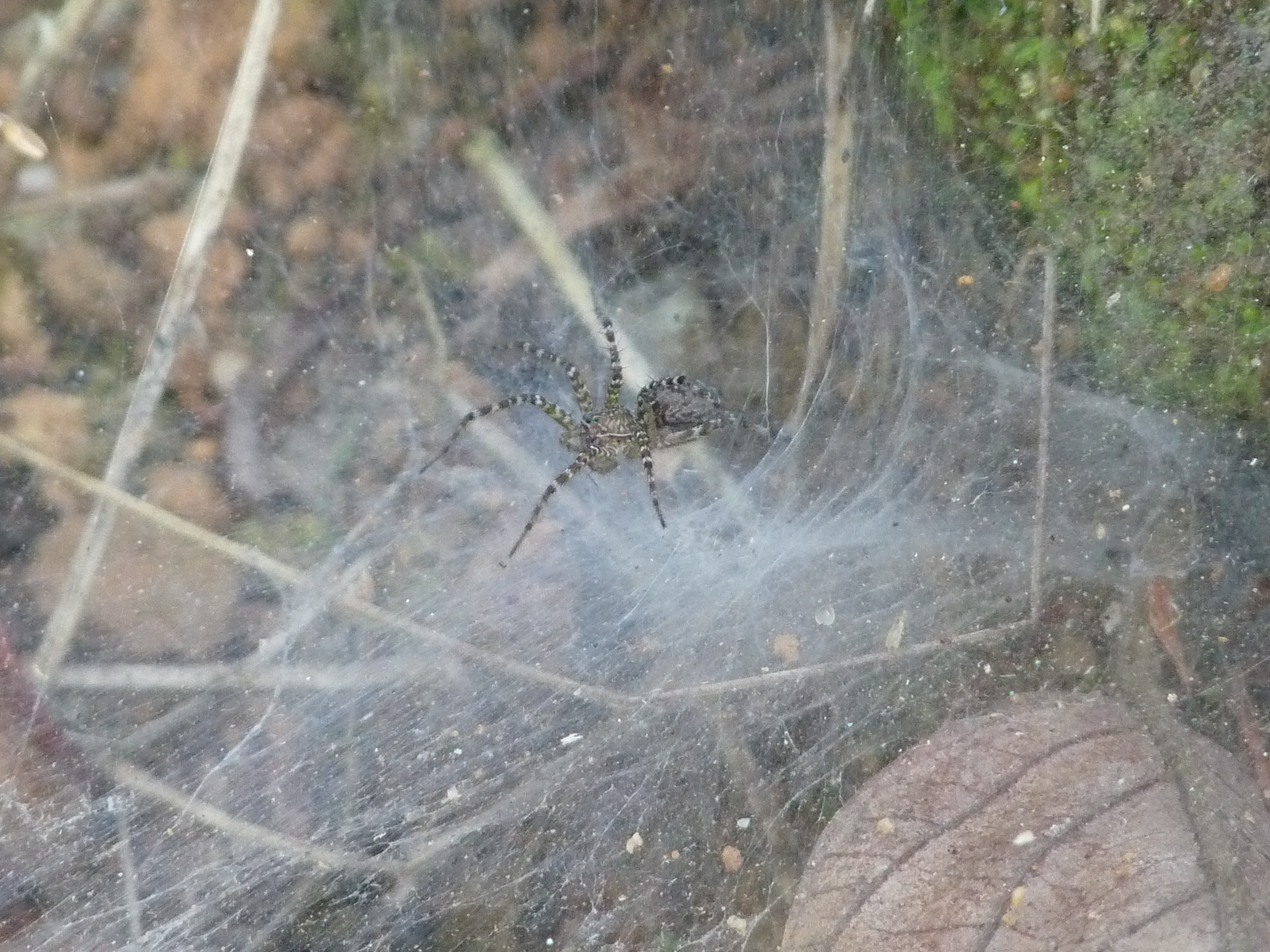
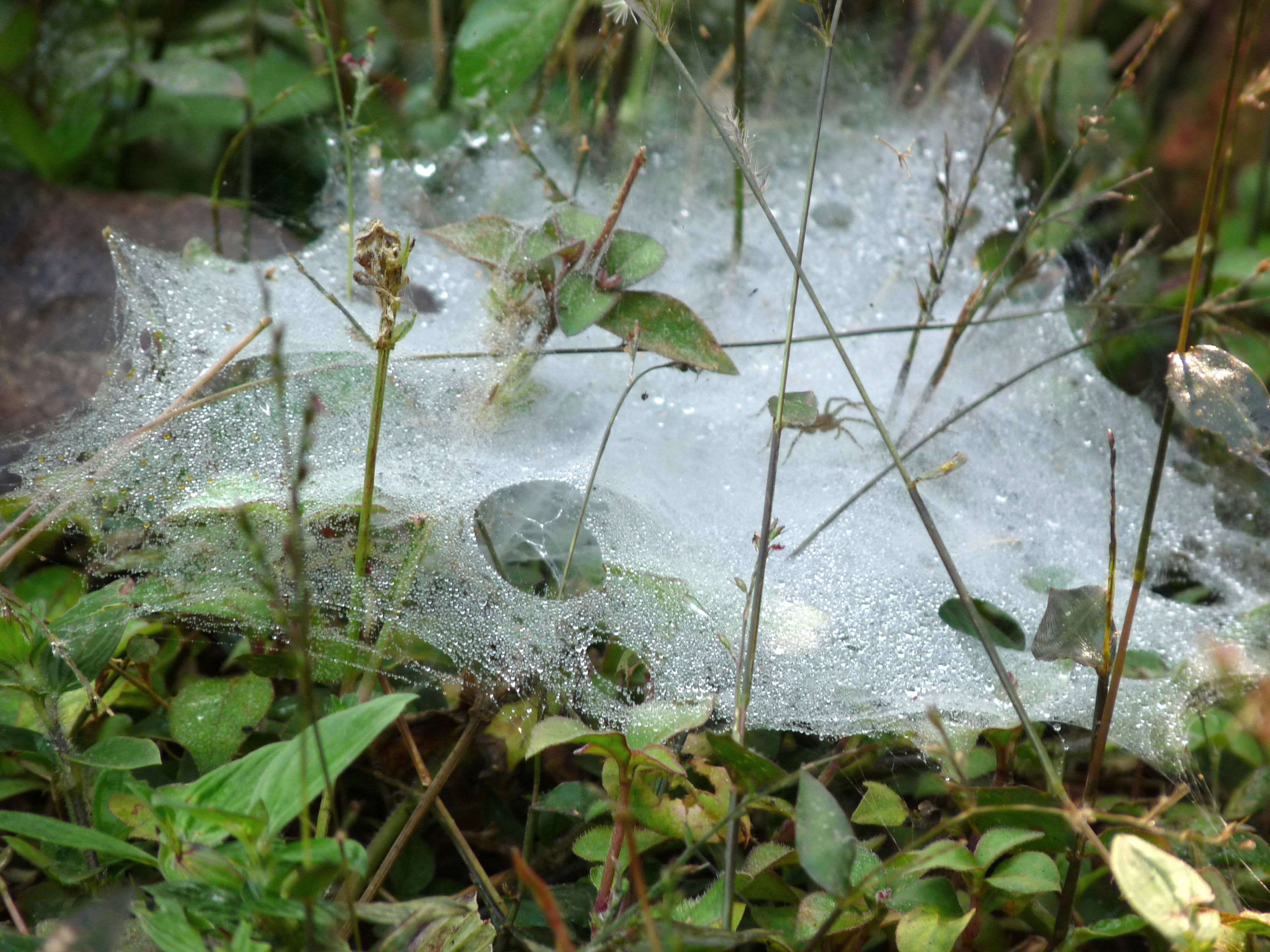